# Chorizema cytisoides
Chorizema cytisoides är en ärtväxtart som beskrevs av Porphir Kiril Nicolai Stepanowitsch Turczaninow. Chorizema cytisoides ingår i släktet Chorizema och familjen ärtväxter. Inga underarter finns listade i Catalogue of Life.